# Levetzow (adelsslægt)
 For alternative betydninger, se Levetzow. (Se også artikler, som begynder med Levetzow)
Levetzow, Levezow eller Levetzau er en fra Mecklenburg stammende uradelig slægt, kendt fra 1219, der kom til Holsten og Danmark. Den har navn efter stamsædet nær Wismar, der nu er i ruiner.

## Våben
Slægten fører et opadvendt femgrenet rødt faldgitter i sølv-felt, på hjelmen et halvt liggende rødt faldgitter foran en dobbelt påfuglehale.

## Titulære forfremmelser
- 1372 opnåede Heinrich von Levetzow af den schorrentinske linje titel af arvemarskal for Herrschaft Werle-Güstrow
- Hans Friedrich von Levetzow naturaliseret som dansk adelsmand 26. april 1670
- Christian Frederik von Levetzau ophøjet til lensgreve 31. marts 1751
- Heinrich von Levetzow naturaliseret som dansk adelsmand 3. april 1776
- Karl von Levetzow af huset Divak, k.k. overløjtnant, opnåede 6. maj 1864 i Schwerin en storhertugelig mecklenburg-schwerinsk tilladelse til at føre en friherretitel. En lignende østrigsk godkendelse fulgte den 12. januar 1871 i Ofen og den 26. august 1892 i Wien som herre til Divak med Polehraditz i Mähren.
- 30. marts 1907 i Berlin opnåede Erdmann von Levetzow, preussisk ritmester, friherretitlen. En østrigsk anerkendelse deraf fulgte 11. oktober 1912 og fra Italien 11. februar 1930.

## Historie
Dens første kendte medlem er ridderen Heinrich von Levetzow (nævnt 1219). Stamrækken begynder med ridderen Arnold von Levetzow (nævnt 1338 og 1360). Slægten kom ca. 1670 til Danmark med generalløjtnant Hans Friedrich von Levetzow (1630-1696), der i 1670 optoges i den danske adel.
Hans Friederich von Levetzow trådte i dansk militærtjeneste, avancerede til general og hædredes med gehejmerådstitlen og det hvide bånd. Han erhvervede de nørrejyske gårde Oksholm, Nørre-Elkjær og Store Restrup og blev 26. april 1670 naturaliseret som dansk adelsmand. Blandt hans sønner skal nævnes generalløjtnant og hvid ridder Theodosius von Levetzow til Oxholm og Bygholm (1665-1719), der ved Wismar og Slaget ved Gadebusch viste sig som en tapper og energisk fører, og generalløjtnant, gehejmekonferensråd og blå ridder Christian Frederik von Levetzau til Restrup, Torstedlund, Åstrup, Overklit, Albæk, Rugård og Ørslev Kloster (1682-1756), som ligeledes kæmpede med hæder i Slaget ved Gadebusch og i de følgende felttog. Sidstnævnte blev ved patent af 31. marts 1751 optaget i lensgrevelig stand, men ville ikke oprette noget grevskab, for at dette ikke, da han var barnløs, skulle hjemfalde til kongen. Af de 5 førstnævnte gårde oprettede han 12. marts 1756 Stamhuset Restrup (se også Raben, Reedtz og Rosenkrantz). Den ældste af disse brødre var fader til justitiarius i Højesteret, gehejmeråd, kammerherre og hvid ridder Hans Frederik von Levetzau til Oxholm, Bygholm og Ålegård (1711-1763), som atter blev fader til den barnløse stiftamtmand, først i Ribe Stift, senere i Aalborg Stift, gehejmekonferensråd, kammerherre og hvid ridder Theodosius von Levetzau (1742-1817) og til landdrost i Pinneberg, gehejmekonferensråd, kammerherre og hvid ridder Albrecht Philip von Levetzau (1744-1817), der som stiftamtmand og generaltolddirektør i Akershus Stift indlagde sig megen fortjeneste. Han var fader til generalmajor, kammerherre Hans Frederik Hannibal von Levetzau (1777-1861), der ikke efterlod sønner, til overhofmarskal, kammerherre Joachim Godsche von Levetzau (1782-1859), som 1839-50 var chef for Det kgl. Teater, og til stempelpapirforvalter, kammerherre Theodosius Finecke von Levetzau (1785-1850). De to sidstnævnte brødres afkom blomstrer i Tyskland.
Fra den til Danmark indkomne Hans Frederik von Levetzaus broder, Joachim Diderich von Levetzau til Mixtorff, Grabow, Markow mm. (1628-1706), nedstammede gehejmekonferensråd, kammerherre og blå ridder Heinrich von Levetzow (1734-1820), der i mange år var knyttet til dronning Sophie Magdalenes hof, sidst som hofmarskal og overjægermester, og som senere blev jægermester over Hørsholm Amt, overstutmester og amtmand over Frederiksborg, Hørsholm og Kronborg Amter. Han viste stor omsorg for sine amters befolkning og virkede med iver for landbrugets reformer. Ved patent af 3. april 1776 naturaliseredes han som dansk adelsmand; han efterlod imidlertid kun døtre. Hans ældre broder, Joachim Diderik von Levetzau (d. 1800), der ligeledes trådte i dansk tjeneste, som løjtnant og hofjunker, uden dog at opnå danske adelsrettigheder, var fader til gehejmekonferensråd, kammerherre og hvid ridder Hans Christoph Diederich Victor von Levetzow (1754-1829), som var stiftamtmand på Island og i Kristiansand, amtmand over Husum og Bredsted Amter og administrator af Grevskabet Rantzau. Han blev fader til forfatter af en række smådigte, toldkasserer i Århus, kammerherre Diderich Wilhelm von Levetzow (1786-1849), hvis datter var forfatterinden Cornelia Frederikke Juliane Victorine von Levetzow (1836-1921) og til amtmand på Femern, kammerherre Friedrich Ferdinand von Levetzow til Ehlerstorf og Putlos (1802-1884), der hørte til de kongetro holstenere.

## Medlemmer af slægten
I Danmark
- Hans Frederik von Levetzow (1630-1696), dansk general
  - Theodosius von Levetzow (1665-1719) til Oxholm og Bygholm
    - Hans Frederik von Levetzau (1711-1763) til Oxholm, Bygholm og Ålegård
      - Theodosius von Levetzau (1742-1817), amtmand
      - Albrecht Philip von Levetzau (1744-1817), stiftamtmand, generaltolddirektør
        - Hans Frederik Hannibal von Levetzau (1777-1861), general
        - Joachim Godsche von Levetzau (1782-1859), overhofmarskal, teaterdirektør
          - Wilhelm von Levetzau (1820-1888), dansk amtmand

  - Christian Frederik von Levetzau (1682-1756) til Restrup, Torstedlund, Åstrup, Overklit, Albæk, Rugård og Ørslev Kloster, dansk gehejmekonferensråd og greve, elefantridder
- Joachim Diderich von Levetzow (1628-1706) til Mistorf, Grabow, Markow
  - Heinrich von Levetzow (f. 1650)
  - Gert Ditlev von Levetzow (f. 1654)
    - Hans Heinrich von Levetzow (d. 1761)
      - Heinrich von Levetzow (1734-1820), marskal, amtmand, elefantridder

    - Joachim Diderik von Levetzow (d. 1800)
      - Hans Christoph Diederich Victor von Levetzow (1754-1829), gehejmekonferensråd, stiftamtmand
        - Diderich Wilhelm von Levetzow (1786-1849), forfatter, kammerherre
          - Friedrich Ferdinand von Levetzow (1802-1884) til Ehlerstorf og Putlos, amtmand
          - Cornelia von Levetzow (1836-1921), dansk forfatterinde

Andre
- Ulrike von Levetzow (1804-1899), Goethes sidste kærlighed
- Albert Erdmann Karl Gerhard von Levetzow (1827-1903), tysk politiker
- Magnus von Levetzow (1871-1939), politipræsident for Berlin

## Slægtens steder
- Levetzaus Palæ på Amalienborg
- Mistorf